# Nationaal park Alexander Morrison
Het nationaal park Alexander Morrison is een nationaal park in de regio Mid West in West-Australië.
Het park werd in 1970 uitgeroepen en naar West-Australiës eerste officiële overheidsbotanicus (1897-1906) in het 'Bureau of Agriculture' vernoemd: Alexander Morrison (1849-1913).
Van augustus tot november groeit er een grote verscheidenheid aan wilde bloemen op de voedselarme gronden van de noordelijke zandvlaktes: diverse Banksia-, Dryandra-, Grevillea- en Hakea-soorten uit de Proteaceae-familie en Verticordia-, Eremaea-, Calytrix- en Calothamnus-soorten uit de mirtefamilie. De veelvuldige aanwezigheid van het voor vee giftige Gastrolobium ('poison pea') hield de veetelers uit het gebied en de natuur ongerept.
Nationaal park Alexander Morrison ligt in de Shire of Coorow, een tweehonderdtal kilometer ten noorden van de West-Australische hoofdstad Perth. Er zijn geen bezoekersfaciliteiten aanwezig.